# Санта-Клаус 3
«Са́нта-Кла́ус 3» (англ. The Santa Clause 3: The Escape Clause) — американская кинокомедия 2006 года. Продолжение фильмов 1994 года «Санта-Клаус» и 2002 года «Санта-Клаус 2». Главные роли в фильме исполнили Тим Аллен, Мартин Шорт и Элизабет Митчелл.

## Сюжет
Канун Рождества. В семье Скотта Кэлвина, он же Санта-Клаус, проживающего на Северном полюсе, ожидается пополнение. Его супруга Кэрол соскучилась по семье, и на рождение ребёнка приглашены родители Кэрол, а также прежняя семья Скотта (сын Чарли, падчерица Люси, бывшая жена Лора и её муж Нил). Они — родители Белинды. Также приглашены Мать Природа, Отец Время, Пасхальный заяц и другие высокие гости. Среди приглашённых оказывается и дух мороза Джек Фрост, чувствующий себя уязвлённым из-за того, что у него нет своего праздника. Скотт, между тем, пытается скрыть от тестя и тёщи то, что он Санта-Клаус, и устраивает всё для них так, будто он мастер детских игрушек, где-то на севере Канады. Джек Фрост притворяется будто он помогает Санте, но сам, улучив момент, крадёт волшебный хрустальный глобус Санта Клауса, позволяющий тому при желании отменить своё становление Сантой.
Благодаря этому Джек получает в свои руки магию, которая отправляет Скотта назад в 1994 год, в тот момент когда он стал Сантой, возвращая к событиям первого фильма. Джек окликает Санту раньше Скотта из прошлого и меняет будущее в худшую сторону. В результате Скотт опять менеджер крупной компании и опять вынужден работать под Рождество, с Чарли он не общается много лет, а с отчимом Нилом тот так и не поладил, в результате чего Нил и Лора развелись. Джек, занявший место Санты, полностью коммерциализировал Рождество и превратил Северный полюс в курорт. Скотт, благодаря помощи эльфов и своей падчерицы Люси, обхитряет Джека и возвращает временной поток на круги своя. Джека Фроста арестовывает полиция эльфов. Скрыть то, что Скотт на самом деле Санта-Клаус, теперь уже невозможно, но родители его жены только в восторге от этого открытия.
В самом конце фильма у Скотта и Кэрол рождается сын Бадди, которого назвали в честь его деда.

## В ролях
| Актёр            | Роль                        |
| ---------------- | --------------------------- |
| Тим Аллен        | Скотт Кэлвин / Санта-Клаус  |
| Элизабет Митчелл | Кэрол Ньюман / миссис Клаус |
| Мартин Шорт      | Джек Фрост                  |
| Эрик Ллойд       | Чарли Кэлвин                |
| Спенсер Бреслин  | Эльф Кёртис                 |
| Джадж Рейнхолд   | Нил Миллер                  |
| Венди Крюсон     | Лора Миллер                 |
| Лилиана Муми     | Люси Миллер                 |
| Айша Тайлер      | Мать-Природа                |
| Питер Бойл       | Отец Время                  |
| Эбигейл Бреслин  | Эльф Триш                   |
| Арт Лафлёр       | Зубная фея                  |
| Кевин Поллак     | Купидон                     |

## Критика
Первые два фильма трилогии собрали в американском прокате свыше $300 000 000, что закономерно привело к созданию триквела «Санта-Клаус 3» с той же серьёзной командой актёров. Однако оценки некоторых критиков оказались весьма негативными; можно даже сказать, что картина получила преимущественно негативные отзывы критики (в том числе, номинации на премию Золотая малина в нескольких категориях).
 Критики остались прежде всего недовольны сюжетом, неправдоподобным для сказочной картины, ориентированной на детскую аудиторию.
- Грегори Киршлинг (EW) назвал сюжет слегка приторным, задавшись вопросом: это сиквел «Санта-Клауса» или «Плохого Санты»[2]?
- Манола Даргис (New York Times) затруднилась найти положительные стороны режиссёрской работы Майкла Лембека[3].
- Однако, Тай Барр (The Boston Globe) нашёл много интересных сюжетных повортов, например тот, в котором Джек Фрост превращает «Северный полюс» в коммерческий парк, в стиле Лас-Вегаса[4].
- Джеймс Берардинелли весьма холодно отозвался о фильме[5].
- Обозреватель Variety Джастин Чанг нашёл несколько светлых пятен в этой ленте. Актёрская работа Мартина Шорта немного «встряхивает и возвращает фильм к жизни»[6].

## Продолжение
В 2022 году вышел мини-сериал «Санта-Клаусы», который продолжает и одновременно завершает историю Скотта Келвина. Из серии фильмов вернулись Тим Аллен, Элизабет Митчелл, Эрик Ллойд и Дэвид Крамхольц (отсутствовавший в третьей части).